# كارل جي. تايلور سينيور
كارل جي. تايلور سينيور (بالإنجليزية: Karl G. Taylor, Sr.)‏ هو عسكري أمريكي، ولد في 14 يوليو 1939 في لوريل في الولايات المتحدة، وتوفي في 8 ديسمبر 1968 في محافظة كوانغ نام في فيتنام.